# 斑塊毛鼻鯰
斑塊毛鼻鯰，為輻鰭魚綱鯰形目毛鼻鯰科的其中一種，為熱帶淡水魚，分布於南美洲巴西東南部do Peixe河及Paraíba do Sul河流域，體長可達7.7公分，棲息在水流快速、清澈底層水域，生活習性不明。

## 扩展阅读
維基物種上的相關：斑塊毛鼻鯰